# Леон-Поль Фарг
Леон-Поль Фарг (фр. Léon-Paul Fargue; 4 березня 1876, Париж — 24 листопада 1947, там само) — французький поет і прозаїк з кола символістів.

## Біографія
Навчався у престижному паризькому ліцеї Генріха IV разом із Альфредом Жаррі, серед викладачів був Стефан Малларме. Вагався у виборі між літературою, музикою та живописом. Входив до столичних символістських кіл, був близьким до видавництва «Mercure de France», знайомий з Анрі де Реньє, Валері, Марселем Швобом, Полем Клоделем, Морісом Равелем, Дебюссі. З 1902 року був членом літературно-художнього «Товариства апашей», звідки його давня і тісна дружба з Равелем, який не раз писав музику на його тексти. Був другом Адрієнни Моньє, постійним відвідувачем її книжкової крамниці, де потоваришував із Жаном Кокто та Еріком Саті (Саті написав музику на кілька текстів Фарга). У 1924 році Фарг заснував разом з Полем Валері та Валері Ларбо журнал «Комерс», зблизився з сюрреалістами (Супо, Десносом), дружив з Мішо. У 1943 році він був уражений геміплегією.
Похований на цвинтарі Монпарнас.

## Визнання
У 1937 році Фарга обрали членом Академії Малларме. У 1946 році він став лауреатом Великої поетичної премії Парижа.

## Твори
- Tancrède (1911, поема)
- Pour la musique (1914)
- Banalité (1928)
- Vulturne (1928)
- Épaisseurs (1929)
- Sous la lampe (1929)
- Ludions (1930)
- Le piéton de Paris (1939)
- Haute solitude (1941)
- Refuges (1942)
- Lanterne magique (1944)

## Українські переклади
Деякі поезії Леона-Поля Фарга українською переклала Оксана Пахльовська.